# 라스트 호프
《라스트 호프》(일본어: ラストホープ)는 2013년 1월 15일부터 3월 26일까지 후지 TV 계열의 화요 21시(캇쿠) 시간대에서 방송된 일본의 텔레비전 드라마이다.
주연은 아이바 마사키. 하마다 히데야의 각본에 의한 오리지널 작품.
캐치프레이즈는 〈죽게 하지 않는다. 단지 한 사람으로서.〉.

## 등장 인물

### 고도 첨단 의료 센터

#### 현장 팀
하타노 타쿠미 (29) - 아이바 마사키 (아라시)
환자의 마음의 움직임에 민감한 상냥한 성격. 마을 의사로부터 “진단의 프로” 종합의로 방침을 바꿈.
타치바나 아유미 (27) - 타베 미카코
뇌신경 외과의로 전 구명의. 쿨하고 직접적인 독설을 한다. 환자의 생명에만 관심있으며, 쿨한 성격과 함께 "머신"이라고 불리고 있음.
타카키 쥰지 (42) - 타나베 세이치
심장외과의·소화기 내과의. 미국에서 와서 솜씨는 확실하지만 자신 과잉으로 여자를 좋아하는 사람.
오기와라 유키요 (29) - 코이케 에이코
혈액 내과 전문. 취미는 갬블, 세련되고 브랜드품을 매우 좋아함.
소에지마 마사오미 (33) - 키타무라 유키야
신경 안과의. 두뇌도 기술도 일류이지만, 방침은 “의료는 비즈니스”.

#### 연구실
코마키 토시아키 (58) - 코히나타 후미요
첨단 응용 의학 연구실 교수로 연구의.

#### 관리직
나루세 테츠지 (52) - 타카시마 마사히로
고도 첨단 의료 센터를 시작한 센터장. 특이한 면이 있는 의사들을 통솔하는 정리 역.
쿠라모토 시게루 (60) - 스가와라 다이키치
고도 첨단 의료 센터 근무. 부센터장.

#### 간호사
토키타 마키 (25) - 사쿠라바 나나미
센터에서 일하는 간호사. 타쿠미 등 개성 넘치는 의사들에게 좌지우지되면서, 악전고투중.
이마이 마이 (35) - 에구치 노리코
센터에서 일하는 간호사.

### 하타노 진료소
하타노 쿠니오 (62) - 히라타 미츠루
《하타노 진료소》를 영위하는 개업 의사. 타쿠미의 아버지. 전 외과의.
타쿠미에게 센터에서 일하는 것을 권했다.

### 게스트

#### HOPE-01
타케노우치 사부로 - 하루미 시호
1년 전에 협심증에 의한 심장 수술을 받는다. 주치의에게 처방 받은 심장 약과 고 콜레스테롤 혈증 약을 병용 해 복용했기 때문에, 간기능 장해를 발병한다.
타케노우치 키미코 - 우메자와 마사요
사부로의 아내.
미야모토 코스케 (28) - 사토 유우키
간, 대장, 폐, 췌장 4개소의 동시성 다중암. 특히 간암, 대장암의 진행이 심각해 높은 난이도의 수술을 필요로 하는 상태이나 1년 전의 심장 단락 우회 수술로 인해 체력적인 문제로 다른 병원에서는 거절되고 수명 반년의 선고를 받았다.
모리타 리사코 (28) - 사토 에리코
코스케의 연인.

#### HOPE-02
사쿠라이 나호 (17) - 코지마 후지코
추골동맥에 뇌동맥류 23mm, 내경동맥에 뇌동맥류 40mm가 발견되어, 혹이 파열하지 않도록 1년 전에 메이난 의과 대학 부속 병원에서 코일 색전술을 실시하지만 실패로 끝난다.
사쿠라이 마사히코 (46) - 코이치 만타로
나호의 부친. 이혼한 부인이 1년전의 사고사로 딸과 재회, 새로운 생활을 시작하려는 찰라 딸의 병을 알게 된다. 자기자신도 타쿠미의 진단으로 만성심부전증이라는 것을 알게 된다.

#### HOPE-03
마츠다 코우지 (45) - 후키코시 미츠루
〈마츠다 기념 종합 병원〉 외과의. 반년전 자전거 사고로 오른쪽 상완의 신경손상 및 분쇄골절되어 응급이송된 병원에서 마이크로 수술로 신경을 연결하나, 수술의 경과가 좋지 않아 오른손의 감각이 마비되었다. 이후 병원을 옮겨 골절된 상완에 대해 플레이트 고정법을 시도하였으나 실패, 다른 병원에서 골반에서 골이식을 시행하나 연결되지 않고 위관절로 남게되었다.
치카마츠 마나부 - 이케다 나루시
〈테이토 대학 의학부 부속 병원〉 강사. 척수 외과 담당 책임자. 미국의 센츄럴 대학에 유학해, 정형외과의로서의 임상 경험을 쌓는다.

#### HOPE-04
사카자키 타에 (42) - 이시다 히카리
근무중에 중증의 심부전, 허혈성 심근증의 발작을 일으켜, 테이토 대학 의학부 부속 병원 구명 구급에 옮겨진다.
요시노 마나미 - 콘노 마히루
인테리어 디자인 사무소의 사장을 맡는 사카자키의 공동 경영자.
시노하라 미호 - 하시모토 마나미
오오호리 제약 MR. 타카키의 데이트 상대.

#### HOPE-05
야마자키 치카 - 사카이 마키
귀향 출산 준비중에 잡거 빌딩의 대규모 화재에 말려들어, 일산화 탄소 중독의 증상으로 테이토 대학 부속 병원 구명 구급에 반송된다.

#### HOPE-06
시노다 도시오 (52) - 이시구로 켄
가령횡막변성의 치료중에 교아종이 발견되어, 일반적인 뇌종양과 달라, 간단하게 종양을 잘라내지 못하고, 완치의 방법이 아직도 발견되지 않았다. 많은 전문의가 치료를 포기해 여생 2개월의 선고를 받고 있었다.

#### HOPE-07 ~ HOPE-08
니시무라 쿄코 (20) - 타니무라 미츠키
15살에 골수이 형성증후군을 발병해, 현재까지 5년간, 2주에 1번씩 적혈구와 혈소판의 수혈을 하면서, 골수 이식을 하기 위해 HLA형이 적합하는 도너를 기다리고 있었지만, 결국 해당하는 도너가 나타나지 않고 급성 골수성 백혈병을 병발해 버린다.
니시무라 키요미 - 스기야마 아야코
쿄코의 모친. 병을 고치는 수단이 아직도 남아 있다면, 괴로운 치료로부터 도망치지 않고 직면했으면 좋겠다고 바라고 있다.

#### HOPE-09 ~ HOPE-11
마치다 쿄이치로 (60) - 나카하라 타케오
주요한 혈관을 휩쓸리게 한 췌장암 때문에, 부분 절제가 어렵고, 전부 절제하면 랑게르한스 섬의 기능이 없어져, 무췌성 당뇨병을 발증, 일생, 인슐린 요법을 계속하지 않으면 안 되게 되어, 지금까지의 일상생활을 못 보낸다.
마치다 케이스케 - 이시다 타쿠야
차남.
마치다 신이치 - 카나메 준
장남.
마치다 유미 - 타카다 와카코 / 마치다 쇼타 - 야마자키 유다이 (제10 ~ 11화)
신이치의 아내와 아들.

## 스태프
- 각본 - 하마다 히데야
- 음악 - Ken Arai
- 연출 - 하야마 히로키, 이시이 유스케, 타니무라 마사키
- 주제가 - 아라시 〈Calling〉 (제이 스톰)
- 프로듀서 - 나리카와 히로아키, 후루야 켄지
- 제작 - 후지 TV

## 부제
| 각 화                                                       | 방송일          | 부제                                                                                              | 연출            | 시청률 |
| ----------------------------------------------------------- | --------------- | ------------------------------------------------------------------------------------------------- | --------------- | ------ |
| HOPE-01                                                     | 2013년 1월 15일 | 죽게 하지 않는다, 단지 한 사람으로서… 버림받은 환자들의 마지막 희망                               | 하야마 히로키   | 14.2%  |
| HOPE-02                                                     | 2013년 1월 22일 | 아무도 하지 않는다면 내가 구한다… 최첨단 의료인가 최고 난이도의 수술인가                          | 하야마 히로키   | 11.9%  |
| HOPE-03                                                     | 2013년 1월 29일 | 잃어버린 신의 손을 재생하라!! 환자는 어머니를 죽게 내버려 둔 한 천재 의사                         | 하야마 히로키   | 11.4%  |
| HOPE-04                                                     | 2013년 2월 5일  | 최첨단 “재생 의료”로 빈사의 심장에 도전하다!! ~절대로 버리지 않는 의사들이 환자의 미래를 구한다!! | 이시이 유스케   | 11.9%  |
| HOPE-05                                                     | 2013년 2월 12일 | 배의 아기를 살려 ~거의 죽을 지경인 어머니의 소원을 첨단 의료로 구해라!!                           | 타니무라 마사키 | 11.6%  |
| HOPE-06                                                     | 2013년 2월 19일 | 목숨보다 시력을 되찾고 싶어… 여생 2개월의 사진가가 직면하는 궁극의 선택                           | 이시이 유스케   | 10.4%  |
| HOPE-07                                                     | 2013년 2월 26일 | 평범한 여자 아이로 살고 싶다… 백혈병 환자의 마음을 녹이는 희망의 노트                             | 하야마 히로키   | 9.2%   |
| HOPE-08                                                     | 2013년 3월 5일  | 넌 혼자가 아니야!! 함께 직면하는 의사와 희망의 최첨단 이식                                        | 이시이 유스케   | 11.4%  |
| HOPE-09                                                     | 2013년 3월 12일 | 용태 급변~최첨단의 암 치료에 큰 함정? 연속 발병하는 병마에 이겨라!!                               | 하야마 히로키   | 8.3%   |
| HOPE-10                                                     | 2013년 3월 19일 | 아들의 결단…의사에게는 결정할 수 없는 최첨단 폐 이식… 아버지를 구하는 것인가, 버리는 것인가?      | 타니무라 마사키 | 7.4%   |
| HOPE-11                                                     | 2013년 3월 26일 | 괜찮아, 반드시 당신을 구한다… 숙명을 짊어지는 의사의 마지막 선택                                  | 하야마 히로키   | 8.1%   |
| 평균 시청률 10.6% (시청률은 칸토 지구·비디오 리서치사 조사) |                 |                                                                                                   |                 |        |

- 첫회 15분 확대 (21:00 ~ 22:09).
- 제4화 10분 확대 (21:00 ~ 22:04).

## 관련 상품

### 서적
《노벨라이즈 라스트 호프 (상)》
발매일: 2013년 2월 14일
각본: 하마다 히데야
노벨라이즈: 키마타 후유
출판사: 후소샤
단행본: 205페이지
ISBN-10: 4594067786
ISBN-13: 978-4594067786
《노벨라이즈 라스트 호프 (하)》
발매일: 2013년 3월 28일
각본: 하마다 히데야
노벨라이즈: 키마타 후유
출판사: 후소샤
단행본: 205페이지
ISBN-10: 4594067794
ISBN-13: 978-4594067793

### 사운드트랙
후지 TV계 드라마 〈LAST HOPE〉 오리지널 사운드트랙 (포니캐년, 2013년 2월 27일 발매)
형식·CD, 사양·디스크 1매, 사운드 트랙 전 23곡 수록
ASIN: B00AMN4F1K
EAN: 4988013314061
| M-01 | Circles        | 작곡·편곡:Ken Arai |
| M-02 | Fearless       | 작곡·편곡:Ken Arai |
| M-03 | Bizarre Parade | 작곡·편곡:Ken Arai |
| M-04 | Sweet Rain     | 작곡·편곡:Ken Arai |
| M-05 | ACID ACID      | 작곡·편곡:Ken Arai |
| M-06 | Bossa No.5     | 작곡·편곡:Ken Arai |
| M-07 | Continuum      | 작곡·편곡:Ken Arai |
| M-08 | Mambo QUEEN    | 작곡·편곡:Ken Arai |
| M-09 | Determination  | 작곡·편곡:Ken Arai |
| M-10 | Rise           | 작곡·편곡:Ken Arai |
| M-11 | WILD SIDE      | 작곡·편곡:Ken Arai |
| M-12 | Joker          | 작곡·편곡:Ken Arai |
| M-13 | HELIX          | 작곡·편곡:Ken Arai |
| M-14 | Mind’s Eye     | 작곡·편곡:Ken Arai |
| M-15 | breath         | 작곡·편곡:Ken Arai |
| M-16 | Junglia        | 작곡·편곡:Ken Arai |
| M-17 | Closer         | 작곡·편곡:Ken Arai |
| M-18 | The Secrets    | 작곡·편곡:Ken Arai |
| M-19 | BUBBLE FUNK    | 작곡·편곡:Ken Arai |
| M-20 | Gimme Gimme    | 작곡·편곡:Ken Arai |
| M-21 | The Light      | 작곡·편곡:Ken Arai |
| M-22 | Judgement Day  | 작곡·편곡:Ken Arai |
| M-23 | Visions        | 작곡·편곡:Ken Arai |